# Idaea laniata
Idaea laniata là một loài bướm đêm trong họ Geometridae.